# 表藝珍
表艺珍（：／ Pyo Ye-jin，1992年2月3日—），韩国女演员。

## 演艺生涯
表艺珍作为演员参与的第一部作品是MBC日日連續劇《吳子龍走吧》，那时她还是大韩航空的一名空姐。在2014年上映的电影《奇怪的她》中表艺珍出演了一个小角色，她还在2015年播出的网剧《Dream Knight》中出演过。
由于几乎没有任何演艺经验，表艺珍在2016年参演电视剧处女作《結婚契約》前的两年间经历了数十次试镜，但屡次失败。《结婚契约》之后她又饰演了SBS月火連續劇《Doctors》的玄秀珍一角。一开始她饰演的是女主角朴信惠角色的童年时期，但后来制作团队看中了她开朗的面貌而让她改饰剧中的神经外科护士，以此调剂医务办公室沉重的氛围，表艺珍也为此剪去了长发。2016和2017年表艺珍出演了两部热门电视剧，她在KBS週末連續劇《月桂樹西裝店的紳士們》中饰演吳賢慶角色的女儿，又在KBS月火連續劇《三流之路》中饰演暗恋安宰弘角色的女实习生，并在该剧中得到了较多戏份。虽然出演的角色均为配角或小角色，但表艺珍的表现受到了好评，并藉此得到了在KBS 1TV日日連續劇《即使恨也愛你》中出演女主角的机会。
2018年4月10日，OSEN的报道指表艺珍将出演TvN水木連續劇《金秘書為何那樣》，出演新人秘书金智雅。这个角色被认为让她得到了大众的关注，而表艺珍也凭借这次出演得到了第11届韓國電視劇節的女子人气角色赏。此后表艺珍出演了耗时一年拍摄的SBS月火连续剧《VIP》，她在其中饰演VIP专责小组成员温宥利。她也通过这一角色得到了SBS演技大奖的认可，获颁女子最佳角色奖。
2021年3月10日，表艺珍接替因为争议事件辞演的APRIL成员李娜恩出演SBS金土連續劇《模範計程車》的黑客安高恩一角，其演出獲得觀眾一致好評。

## 个人生活
表艺珍成长于慶尚南道昌原市，直到高中毕业后才前往首尔，并就读于白石藝術大學的航空服务学系。在那里她通过了大韩航空的测试，成为了公司的一名乘务员。2013年夏天，表艺珍不顾父母的强烈反对向公司递交了辞呈，并在之后进入演艺学院学习，她在此期间还在JYP娛樂做过为期一年左右的演员练习生。
2018年9月，媒体报道表艺珍与曾合作過《月桂樹西裝店的紳士們》的顯祐戀愛三個月，随后双方经纪公司确认了这一消息。2019年11月双方經紀公司表示两人已经分手。

## 演出作品

### 電視劇
| 年份 | 電視台／播出平台 | 作品                       | 飾演角色           |
| ---- | ---------------- | -------------------------- | ------------------ |
| 2012 | MBC              | 《吳子龍走吧》             | [ 1 ]              |
| 2015 | Naver TV         | 《Dream Knight》           | [ 17 ]             |
| 2016 | MBC              | 《結婚契約》               | 韓雅羅             |
| 2016 | SBS              | 《Doctors》                | 玄秀珍             |
| 2016 | KBS2             | 《月桂樹西裝店的紳士們》   | 金多靜             |
| 2017 | KBS2             | 《三流之路》               | 張藝珍             |
| 2017 | SBS              | 《當你沉睡時》             | 車汝珍             |
| 2017 | KBS1             | 《即使恨也愛你》           | 吉恩祖             |
| 2018 | tvN              | 《金秘書為何那樣》         | 金智雅             |
| 2019 | tvN              | 《德魯納酒店》             | 中殿（特别出演）   |
| 2019 | SBS              | 《VIP》                    | 溫宥利             |
| 2021 | Kakao TV         | 《都市男女的愛情法》       | 尹善雅（特別出演） |
| 2021 | SBS              | 《模範計程車》             | 安高恩             |
| 2023 | tvN              | 《青春月譚》               | 張佳览             |
| 2023 | SBS              | 《模範計程車2》            | 安高恩             |
| 2023 | SBS              | 《惡鬼》                   | LRJ（特別出演）    |
| 2023 | ENA              | 《白晝之月》               | 姜英花／韓麗塔     |
| 2024 | TVING            | 《我光明正大想成為灰姑娘》 | 申載琳             |
| 2024 | ENA              | 《酒醉羅曼史》             | 林珠熙（特別出演） |
| 2025 | Disney+          | 《操控遊戲》               |                    |
| 2025 | SBS              | 《模範計程車3》            | 安高恩             |

### 電影
| 年份   | 作品         | 飾演角色   |
| ------ | ------------ | ---------- |
| 2014年 | 《奇怪的她》 | 音樂節目MC |

## 提名與獲獎
| 年份 | 頒獎典禮                   | 獎項                                | 得獎作品           | 結果 |
| ---- | -------------------------- | ----------------------------------- | ------------------ | ---- |
| 2016 | 第24屆大韓民國文化演藝大賞 | 電視劇部門 最佳新人女演員獎         | 《Doctors》        | 獲獎 |
| 2017 | KBS演技大賞                | 女子新人獎                          | 《即使恨也愛你》   | 提名 |
| 2018 | 第11屆韓國電視劇節         | 女子人氣角色賞                      | 《金秘書為何那樣》 | 獲獎 |
| 2018 | 亞洲模特盛典               | 演技部門新星獎                      | 不適用             | 獲獎 |
| 2019 | SBS演技大獎                | 女子最佳角色獎                      | 《VIP》            | 獲獎 |
| 2019 | SBS演技大獎                | 團體助演獎                          | 《VIP》            | 提名 |
| 2021 | SBS演技大獎                | 迷你劇類型及奇幻部門 女子優秀演技獎 | 《模範計程車》     | 提名 |
| 2023 | SBS演技大獎                | 迷你劇季度部門 女子優秀演技獎       | 《模範計程車2》    | 獲獎 |

## 外部連結
- 表藝珍的Instagram帳戶
- YouTube上的表藝珍頻道
- 表藝珍在NAVER上的资料
- 表藝珍在互联网电影资料库（IMDb）上的資料（英文）